# Саут-Парк-республіканець

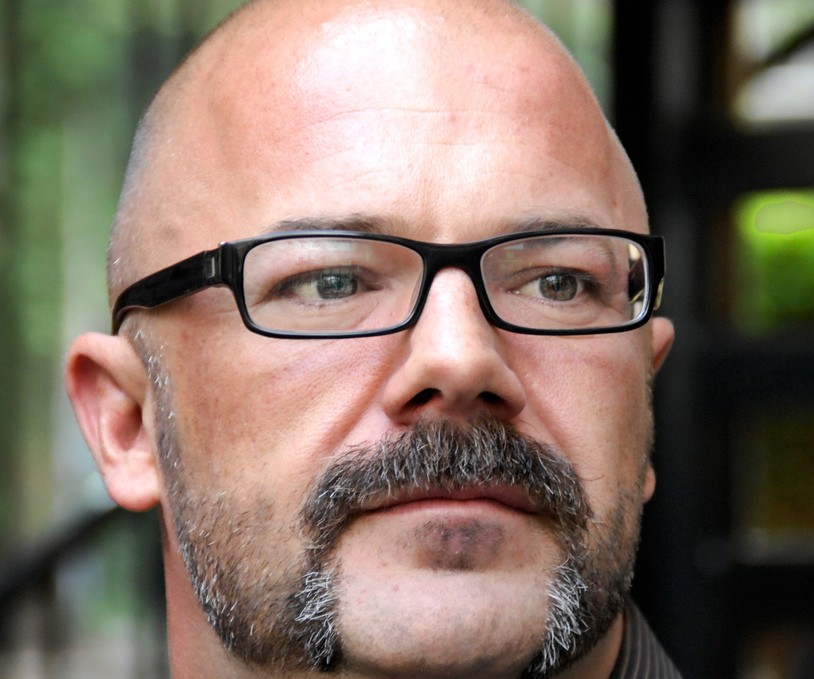
Эндрю Саліван

Саут-Парк-республіканець (англ. South Park republican) — термін, що почав використовуватись в мережевих блогах та в інтернеті в 2001—2002 роках для позначення покоління підлітків, чиї політичні погляди сформовані на основі сатиричних характеристик, що використовувалися в анімаційному серіалі «South Park».  Фраза була придумана коментатором Ендрю Саліваном , який назвав себе «Саут-Парк-республіканцем» після того, як дізнався, що творці шоу оголосили себе республіканцями на одній з публічних церемоній.
Насправді, Метт Стоун був членом республіканської партії, а Трей Паркер - лібертаріанської . В серпні 2006 року вони заявили, що відчувають дискомфорт з приводу популярності терміна, бо насправді, їхні політичні погляди були ближче до лібертаріанських. Після цього інтерв'ю в журналі «Reason» була опублікована стаття «Саут-Парк-лібертаріанці» (англ. South Park Libertarians). В 2007 році в інтерв`ю журналу «Rolling Stone» Паркер и Стоун  охарактеризували ярлик «Саут-Парк-республіканець» як «тупий».
У липні 2025 року адміністрація президента Трампа напала на творців серіалу «Південний парк» після того, як у створеному штучним інтелектом епізоді «Південного парку» Дональд Трамп повзав голим по пустелі.<ref>La Maison-Blanche vexée par un épisode de South Park se moquant de Donald Trump. Radio-Canada. 25 липня 2025 р. Процитовано 26 липня 2025 р..<ref>.

## Зноски
1. ↑  Brian C. Anderson. Архів оригіналу за 18 січня 2016. Процитовано 12 серпня 2015. [Архівовано 2016-01-18 у Wayback Machine.]
2. ↑  Nick Gillespie; Jesse Walker. South Park Libertarians: Trey Parker and Matt Stone on liberals, conservatives, censorship, and religion. Архів оригіналу за 14 липня 2012. Процитовано 12 серпня 2015.
3. ↑  South Park: Still Sick, Still Wrong. Архів оригіналу за 18 серпня 2009. Процитовано 12 серпня 2015. [Архівовано 2009-08-18 у Wayback Machine.]